# Vietnamkriget i populärkultur
Vietnamkriget har varit ett populärt ämne inom kulturen.

## Sånger om Vietnamkriget
- Happy Xmas (War Is Over) – John Lennon
- Hallå där bonde – Knutna Nävar
- Fortunate Son – Creedence Clearwater Revival
- Who'll Stop the Rain – Creedence Clearwater Revival
- Give Peace A Chance – John Lennon
- Power to the People – John Lennon
- Befria Södern – Huynh Minh Sieng
- I Feel Like I'm Fixin' to Die-Rag – Country Joe and the Fish
- Born in the USA – Bruce Springsteen
- Into the Fire – Sabaton
- I Believe I'm Gonna Make It – Joe Tex
- 19 – Paul Hardcastle
- Uncommon Valor: A Vietnam Story - Jedi Mind Tricks

## Filmer och TV-serier
- Ai xuôi vạn lý (The Long Journey)
- Áo lụa Hà Đông (Sidendräkten)
- Apocalypse
- Cánh đồng hoang (The Abandoned Field, Wild Field, Free Fire Zone)
- Casualties of War
- Coming Home
- First Blood
- Fog of War
- Forrest Gump
- Full Metal Jacket
- Född den fjärde juli
- Good Morning, Vietnam
- Hair
- Hamburger Hill
- Jacobs inferno
- Pluton B i Vietnam
- Plutonen
- Rescue Dawn
- Deer Hunter
- De gröna baskrarna
- Tigerland
- Uncommon Soldier
- We Were Soldiers

## Skönlitteratur
- Perfect Spy: The Incredible Double Life of Pham Xuan An av Larry Berman
- Vietnamkriget av Paul Dowswell
- About face av David Hackworth
- A bright shining lie av Neil Sheehan
- Dödligt ljus av Richard Currey
- Krigets sorger av Bảo Ninh
- Utan misskund av Tom Clancy
- Eldens fält av James Webb
- Dispatches av Michael Herr
- Kort tid kvar av Gustav Hasford (blev till filmen "Full Metal Jacket")
- In Country av Bobbie Ann Mason (även som film med Bruce Willis i en av rollerna)
- Den stillsamme amerikanen av Graham Greene (även som film med Michael Caine)'
- If I die in a Combat Zone av Tim O' Brien
- Och jorden färgas röd av Michael Petersson'
- Sympatisören av Viet Thanh Nguyen (vinnare av 2016 års Pulitzerpris)

## Datorspel
Datorspel om Vietnamkriget har producerats sedan en lång tid tillbaka och till en mängd spelplattformar. Vanligtvis agerar spelaren på den amerikanska sidan och spelens gång följer ofta en historisk berättarform.
- Battlefield Vietnam
- Vietcong
- Vietcong 2
- Conflict Vietnam
- Man of Valor
- Shellshock Nam'67
- Call of Duty: Black Ops